# Eric Carr

The Fox, Eric Carrs Maske bei Kiss

Eric Carr (bürgerlich Paul Charles Caravello; * 12. Juli 1950 in Brooklyn, New York City; † 24. November 1991 ebenda) war ein US-amerikanischer Schlagzeuger, hauptsächlich bekannt als Mitglied der Hard-Rock-Band Kiss.

## Zeit vor Kiss
Paul Caravello wurde in Brooklyn geboren, wo er 1969 seinen High-School-Abschluss ablegte. Bevor er als Musiker Erfolg hatte, arbeitete er wie sein Vater als Gasinstallateur.
Caravello spielte schon in seiner Jugend Schlagzeug in verschiedenen Gruppen, und es gelang ihm, mit einigen dieser Bands auch Aufnahmen zu machen. In der Regel handelte es sich dabei um Singles, später waren auch Alben dabei. Die erste bekannte Aufnahme entstand 1967 und enthielt die von Caravello geschriebenen Lieder I cry at Night und Your Turn to cry der Gruppe „The Cellarmen“. Später spielte der Schlagzeuger mit den Gruppen „Salt and Pepper“ (1970 bis 1973), „Creation“ (die sich später in „Mother Nature/Father Time“ umbenannten; 1973 bis 1977) und „Bionic Boogie“ (1977). 1979 nahm Caravello mit der Gruppe „Lightning“ das Album Lightning auf, das im November bei Casablanca Records veröffentlicht wurde – der Firma, bei der auch Kiss unter Vertrag standen.
Im Dezember wechselte Caravello zur Gruppe „Flasher“. Deren Keyboarder, Paul Turino, verließ die Gruppe im März 1980. Caravello traf ihn Anfang Juni 1980 zufällig wieder und lud ihn zu einem Gig ein, in dessen Anschluss Turino ihm riet, die Band ebenfalls zu verlassen – was Caravello ohnehin schon überlegt hatte. Turino berichtete ihm davon, dass Kiss einen neuen Schlagzeuger suchen würde, was Caravello zunächst für einen Witz hielt, doch es gelang Turino, ihn von der Ernsthaftigkeit seiner Aussage zu überzeugen.

## Schlagzeuger bei KISS
Schlagzeuger Peter Criss hatte Kiss im Mai 1980 verlassen müssen, nachdem er aufgrund seiner Suchtprobleme nicht mehr in der Lage war, zu spielen oder Tourneen zu bestreiten; er behielt jedoch seinen 25-%-Anteil an der Band.
Sofort nach seiner Entlassung wurden von Kiss’ Management Anzeigen in einschlägigen Musikmagazinen geschaltet, um einen neuen Schlagzeuger für die Gruppe zu finden. Der Nachfolger von Criss sollte singen können, möglichst ungebunden sein und „Double-Kick“ (mit zwei Bassdrums) spielen können – hunderte Bewerbungen gingen ein. Das Ende der Bewerbungsfrist war der 17. Juni 1980. Jayne Grodd bekam eine Woche nach der Anzeigenkampagne von Kiss-Manager Bill Aucoin den Auftrag, die Bewerbungsgespräche zu führen, die im New Yorker Restaurant „Lady Astor’s“ stattfinden sollten.
Caravello hatte seine Bewerbung in einer auffälligen orangefarbenen Mappe geschickt, die Grodds Aufmerksamkeit weckte: Es war die erste Mappe, die sie aus dem Stapel auf ihrem Schreibtisch zog. Das Foto, das er mitgeschickt hatte, gefiel ihr, also hörte sie sich auch die mitgeschickte Kassette an, auf der Caravello sang. Da er auch „Double-Kick“ spielen konnte, führte sie ein Gespräch mit ihm und schickte ihn anschließend zu einem zweiten Interview, diesmal mit ihrem Chef, Bill Aucoin, das am 19. Juni 1980 stattfand.
Caravello musste sich anschließend ab dem 23. Juni 1980 in mehreren praktischen Vorstellungen im Probenstudio „Starr Sound“ mit Bewerbern wie Carmine Appice messen; die letzte dieser Auditions fand am 27. Juni 1980 statt. Zum Ende der Vorspielserie gab es ein Kopf-an-Kopf-Rennen zwischen ihm und Bobby Rondinelli, der später Schlagzeuger bei Rainbow und Black Sabbath wurde; die Band entschied sich für Caravello, weil er gesanglich überzeugender war. Am 1. Juli 1980 wurde Caravello dann engagiert. Um zu vermeiden, dass es zwei Mitglieder mit dem Namen Paul in der Gruppe gab, wählte Caravello den Vornamen Eric und kürzte seinen Nachnamen zu Carr, womit sein Künstlername feststand.
Die Wahl von Maske und Kostüm war nicht einfach, es stand lediglich fest, dass der neue Schlagzeuger ein Tier darstellen sollte, wie Peter Criss es getan hatte. Die Nutzung von Criss’ Katzen-Make-Up kam nicht infrage, da dieser die Rechte am Design behalten hatte. Carr experimentierte mit einer Raubvogel-Maske, um einen Falken darzustellen, es gelang ihm jedoch nicht, die Maske so zu gestalten, dass von vorne und von der Seite ein Schnabel erkennbar gewesen wäre. Dennoch wurde ein Kostüm entworfen. Es bestand aus einem Overall, zwei Westen, von der eine mit Federn bestückt war, und einem Umhang – alles in Gelb-Orange gehalten.
Kostüm und Maske für die Figur des Fuchses entstanden erst am 24. Juli 1980, einen Tag vor der offiziellen Vorstellung des neuen Bandmitglieds in der Öffentlichkeit am 25. Juli 1980. Zu diesem Anlass war eigens ein Konzert im „Palladium“ in New York angesetzt worden. Als Einstandsgeschenk erhielt Carr einen Porsche 924. Eric Carr war der erste Musiker, der bei Kiss in einem Angestelltenverhältnis stand, bei der Originalbesetzung waren alle vier Mitglieder gleichberechtigt gewesen und alle Einnahmen wurden durch vier geteilt.
Am 24. August 1980 begann in Rom Carrs erste Tournee mit Kiss, die Unmasked Tour. Die Europatournee endete am 16. Oktober 1980 und wurde am 8. November 1980 in Australien und Neuseeland fortgesetzt, wo die Band nie zuvor gespielt hatte. Das Abschlusskonzert in Auckland am 3. Dezember war gleichzeitig der letzte Konzertauftritt von Ace Frehley mit Kiss. Er verließ die Gruppe im Juni 1982.
Carr nahm zwischen 1980 und 1991 sieben Alben mit Kiss auf: Music from the Elder, Creatures of the Night, Lick It Up, Animalize, Asylum, Crazy Nights und Hot in the Shade. Bei den Konzerten der Gruppe übernahm er den Gesang beim Titel Black Diamond. Seinen ersten Gesangsbeitrag auf einer Kiss-Platte steuerte er beim Titel Beth auf dem 1988 erschienenen Best-Of-Album Smashes, Trashes & Hits bei. Für die Neuaufnahme der Ballade, die ursprünglich Peter Criss gesungen hatte, wurde lediglich eine neue Gesangsspur aufgenommen, die Musik hingegen vom 1976er Originalband übernommen. Erst 1989 bekam Carr dann die Gelegenheit, einen Rocksong zu singen, den er auch selbst geschrieben hatte: Little Caesar erschien auf dem Album Hot in the Shade.
Im März 1991 wurde bei Carr ein bösartiger Tumor im rechten Herzvorhof festgestellt: Nachdem der Schlagzeuger sich bereits einige Zeit mit hohem Fieber, Kopfschmerzen und dauerndem Husten geplagt hatte, suchte er einen Arzt auf, der eine Vergrößerung des Herzens feststellte und ihn zu einem Kardiologen überwies. Dieser diagnostizierte eine entzündungsbedingte Flüssigkeitsansammlung im Herzbeutel (Perikarditis), die umgehend behandelt wurde. Nachdem die Entzündung beseitigt worden war, wurde bei der Nachuntersuchung der Tumor entdeckt, der durch die Herztätigkeit wiederholt in die Herzklappe gedrückt wurde.
Carr ließ sich umgehend operieren, am 9. April 1991 wurde der Tumor aus seinem Herzen entfernt. Schon kurz darauf hatte er sich weit genug erholt, um mit Kiss an den Aufnahmen zu God Gave Rock ’n’ Roll to You II, einer überarbeiteten Coverversion eines Titels der Gruppe Argent, den Kiss zum Soundtrack zu Bill & Ted’s verrückte Reise in die Zukunft beisteuerten, arbeiten zu können. Er konnte zwar nicht spielen, war aber in der Lage, die Backing Vocals zu singen.
Nachdem zu Monatsbeginn in Carrs Lunge weitere Tumoren entdeckt worden waren, begann er am 9. Juni eine Chemotherapie und wurde sechs Wochen später krebsfrei aus dem Krankenhaus entlassen. Noch in der gleichen Woche flog er nach Los Angeles, um an den Aufnahmen für den Videoclip zu God Gave Rock ’n’ Roll to You II teilzunehmen.
Am 5. September 1991 besuchte der Schlagzeuger die MTV Video Music Awards im Universal Amphitheatre in Los Angeles; dies war sein letzter öffentlicher Auftritt. Am 14. September 1991 erlitt Carr eine Gehirnblutung und musste erneut ins Krankenhaus. Wenige Wochen später ereilte ihn eine zweite Gehirnblutung, durch die er ins Koma fiel und am 24. November 1991 im Alter von 41 Jahren verstarb.
Die Bandmitglieder äußerten sich zunächst nur zurückhaltend zum Tod ihres Schlagzeugers, und es entstand der Eindruck, dass sie ihre Arbeit ungerührt fortsetzten. Die amerikanischen Medien (u. a. CNN, MTV und zahlreiche Printmedien) reagierten jedoch, der Tod Eric Carrs wurde international wahrgenommen. Das Rolling Stone Magazine sah sich hingegen nicht veranlasst, den Tod des Schlagzeugers überhaupt zu erwähnen, was im Januar 1992 dazu führte, dass Kiss das Verhalten des Blattes in einem Brief kritisierten, der jedoch lediglich als gekürzter Leserbrief abgedruckt wurde.
Eric Carr, der nicht verheiratet war, hinterließ seine Eltern und zwei Geschwister. Er wurde am 30. November 1991 auf dem „Cedar Hill Cemetery and Mausoleum“ in Newburgh, New York, beigesetzt.

## Sonstiges
Carr war auch als Songwriter aktiv und schrieb mit anderen Künstlern. Während seiner Zeit bei Kiss arbeitete er 1983 mit Bryan Adams und Jim Vallance; das gemeinsam geschriebene Stück Don’t Leave me Lonely erschien 1984 auf Adams’ Album Cuts Like a Knife. Auf dem Debütalbum von Frehley’s Comet befand sich 1987 der von ihm, Frehley und Richie Scarlett geschriebenen Song Breakout. Auf dem 2008 erschienenen selbstbetitelten Album der Band Faith Circus ist der von Carr mit Bruce Kulick und Adam Mitchell geschriebene Titel Can you Feel it enthalten.
Carr entwickelte außerdem die Rockheads. Dabei handelte es sich um Comicfiguren, die als Grundlage für eine Zeichentrickserie dienen sollten, die jedoch nicht zustande kam. Carr zeichnete die Figuren und entwickelte die Geschichte selbst; mit Bruce Kulick und Adam Mitchell schrieb er Musikstücke, die für den Soundtrack dienen sollten. 1998 wurde unter dem Titel The Rockheads eine EP mit vier Titeln veröffentlicht, die für The Rockheads entstanden waren.
1999 produzierte Bruce Kulick die CD Rockology, die Stücke enthielt, die Carr zwischen 1986 und 1989 geschrieben hatte, darunter auch die Songs Eyes Of Love und Somebody’s Waiting, die er für das Kiss-Album Hot in the Shade geschrieben hatte.
Bruce Kulick schrieb für das 2000 erschienene zweite Studioalbum seiner Band Union, The Blue Room, den Song Dear Friend, den er Eric Carr widmete und in dem er ausdrückte, was er nach dem Tode Carrs empfunden hatte.
Greg Prato, ein Journalist, der unter anderem für den Rolling Stone und Allmusic schreibt, veröffentlichte im März 2011 sein Buch The Eric Carr Story.
Carrs Familie gründete nach seinem Tod mit der Unterstützung von Kiss die Eric Carr-Foundation, die im Kampf gegen den Krebs helfen will.

## Privatleben
Eric Carr war mit Carrie Stevens liiert, die im Juni 1997 Playmate der Zeitschrift Playboy war.

## Tale of the Fox
Im Jahr 2000 erschien die DVD Inside the Tale of the Fox – The Eric Carr Story, die von Jack Edward Sawyers, Loretta Caravello und Bruce Kulick produziert worden war. Auf dieser DVD sind Interviews mit Menschen enthalten, die ihre Erinnerungen an Eric Carr mit den Zuschauern teilen und so die Geschichte des Schlagzeugers erzählen.

## Bands vor Kiss
- The Allures (ca. 1965)
- The Cellarmen (1965 bis 1968)
- Things that go bump in the night (1968 bis 1969)
- Smack (1969)
- Salt ’n’ Pepper (1970 bis ?)
- Creation (? bis 1975)
- Mother Nature / Father Time (1975 bis 1979)
- Flasher (1979 bis Juni 1980)

## Diskografie
1999: Rockology (Sammlung von Songs, die von Carr geschrieben und aufgenommen wurden; produziert von Bruce Kulick)